# 栗毓美墓
39°42′12″N 113°41′50″E / 39.70333°N 113.69722°E
栗毓美墓位于中国山西省浑源县城东北，是清代大臣栗毓美的墓，俗称栗家坟，1965年被列为山西省文物保护单位，2006年被列为第六批全国重点文物保护单位。

## 建筑
栗毓美墓坐北朝南，由南至北有砖碹大门、汉白玉牌坊和华表、墓道和石像生、坟茔。牌坊旁有碑亭，碑文为林则徐撰写。

### 图片
- 大门
- 汉白玉石桥、牌坊和华表
- 汉白玉牌坊
- 墓道大门
- 碑亭
- 墓道
- 墓道和石像生
- 石像生
- 石像生
- 永怀堂
- 坟茔
- 坟茔